# America (geslacht)
America is een kevergeslacht uit de familie van de boktorren (Cerambycidae). De wetenschappelijke naam van het geslacht werd voor het eerst geldig gepubliceerd in 2009 door Santos-Silva & Tavakilian.

## Soorten
America omvat de volgende soorten:
- America aberlenci Santos-Silva & Tavakilian, 2009
- America amabilis (Martins & Galileo, 2001)
- America amethystina (Villiers, 1958)
- America berkovi Santos-Silva & Tavakilian, 2009
- America bicolor (Fisher, 1946)
- America biplagiata (Villiers, 1958)
- America columbiana (Villiers, 1958)
- America cuneata (Villiers, 1958)
- America festiva (Bates, 1885)
- America flavipennis (Buquet, 1851)
- America flavoviridis (Villiers, 1958)
- America hermieri Santos-Silva & Tavakilian, 2009
- America hilaris (Bates, 1885)
- America hovorei (Santos-Silva, 2007)
- America laetifica (Bates, 1870)
- America larrei Santos-Silva & Tavakilian, 2009
- America lingafelteri (Hovore & Santos-Silva, 2007)
- America marcelae (Hovore & Santos-Silva, 2007)
- America mariahelenae (Hovore & Santos-Silva, 2007)
- America morrisi (Hovore & Santos-Silva, 2007)
- America peruviana (Villiers, 1958)
- America pulcherrima (Bates, 1872)
- America quadrimaculata (Villiers, 1958)
- America solangeae (Hovore & Santos-Silva, 2007)
- America solisi (Hovore & Santos-Silva, 2007)
- America spinipennis (Villiers, 1958)
- America thomasi (Hovore & Santos-Silva, 2007)
- America thouvenoti Santos-Silva & Tavakilian, 2009
- America tumidicollis (Villiers, 1958)
- America wappesi Santos-Silva & Tavakilian, 2009